# Ophthalmis niveata
Ophthalmis niveata là một loài bướm đêm trong họ Noctuidae.